# 神聖ローマ帝国軍
神聖ローマ帝国軍（しんせいローマていこくぐん、ライヒスアルメーとも。ドイツ語: ReichsarmeeまたはReichsheerまたはReichsarmatur、ラテン語: exercitus imperii）は1422年に創設された、神聖ローマ帝国の陸軍。ナポレオン戦争により1806年に帝国が消滅したことで終わりを告げた。神聖ローマ皇帝の軍である皇帝軍（Kaiserliche Armee）とは別物である。
神聖ローマ帝国軍は常備軍を設けておらず、危険があるときに帝国の諸領邦から兵員を招集し、いわゆる帝国戦争や帝国執行を遂行する。しかし、帝国軍は皇帝より領邦君主に従うことを選ぶのが実情である。

## 歴史
1422年にニュレンベルクで開催された帝国議会ではフス派に対処すべく帝国の諸地域からの軍の派遣を要求して神聖ローマ帝国軍を創設した。そして、1420年から1434年までのフス戦争で神聖ローマ帝国軍は存在価値を証明した。以降の100年間は帝国軍の人数が直接の人数制限か資金の制限が課された。1521年のヴォルムス帝国議会では帝国軍の人数を歩兵20,063と騎兵4,202に維持しようとしたが、後に歩兵2万と騎兵4千に簡素化された。帝国軍を維持するための月賦は「ローマ進軍援助」として知られるようになった。諸領邦からの兵員提供の割当は帝国台帳で定められたが、最初の帝国台帳は1422年に定められた。
帝国軍が1618年から1648年までの三十年戦争に参戦した説が広く信じられたが、それは事実ではなく、参戦したのは神聖ローマ皇帝の軍である皇帝軍のほうだった。
神聖ローマ帝国軍の構成は1681年の「帝国守備令」（Reichsdefensionalordnung）でようやく帝国クライス毎の割当てが定められた。人数の合計（ラテン語でSimplumと呼ばれた）は歩兵28,000と騎兵12,000（竜騎兵2,000を含む）と定められ、緊急時は割当ての比率をそのままに人数を2倍または3倍にするとした。2倍または3倍にしたときの追加軍勢はラテン語でDuplumとTriplumと呼ばれた。
| 帝国クライス                 | 騎兵   | 歩兵   |
| ---------------------------- | ------ | ------ |
| オーストリア・クライス       | 2,522  | 5,507  |
| ブルグント・クライス         | 1,321  | 2,708  |
| クールライン・クライス       | 600    | 2,707  |
| フランケン・クライス         | 980    | 1,902  |
| バイエルン・クライス         | 800    | 1,494  |
| シュヴァーベン・クライス     | 1,321  | 2,707  |
| オーバーライン・クライス     | 491    | 2,853  |
| ヴェストファーレン・クライス | 1,321  | 2,708  |
| オーバーザクセン・クライス   | 1,322  | 2,707  |
| ニーダーザクセン・クライス   | 1,322  | 2,707  |
| 合計                         | 12,000 | 28,000 |

1681年に定められた帝国クライスの割当ては帝国消滅（1806年）までほとんど変更されなかった。実働では連隊に編成され、また兵員を提供する代わりに資金を提供することもあった。

## 終焉
1804年にフランツ2世が「フランツ1世」としてオーストリア皇帝に即位すると、皇帝の領土から拠出された軍勢は「帝国および王国軍」（Kaiserlich-königliche Armee）と呼ばれるようになったが、この軍勢は1805年のウルムの戦いとアウステルリッツの戦いでフランス軍に撃破された。1806年、フランスは元神聖ローマ帝国領邦だった多くの領土をライン同盟というフランス第一帝政の従属国の組織に組み込み、ライン同盟では連邦軍が設けられた。